# Psychomyia tomaszewskii
Psychomyia tomaszewskii är en nattsländeart som beskrevs av Schmid 1997. Psychomyia tomaszewskii ingår i släktet Psychomyia och familjen tunnelnattsländor. Inga underarter finns listade i Catalogue of Life.